# Eric Nordvall

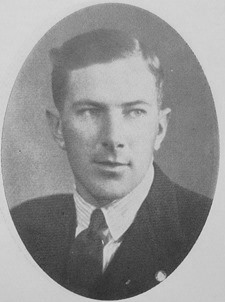
Eric Nordvall.

Eric Nordvall, född 18 oktober 1905 i Söderhamn, död där 30 juli 1980, var en svensk företagare.
Nordvall, som var son till järnhandlaren Carl August Nordvall (1870–1933) och Edla Söderberg (1883–1963), avlade studentexamen i Stockholm 1926 och reservofficersexamen 1929. Han blev fänrik i Norrlands dragonregementes (K 4) reserv 1930, underlöjtnant 1932, löjtnant 1934 och ryttmästare 1942. Efter faderns frånfälle var han verkställande direktör i AB Söderhamns Järn- & Redskapshandel, sedermera Nordvalls Järn AB, från 1934 (företaget såldes till Edmarks Rör AB i Edsbyn 1972) och styrelsesuppleant i Svenska Handelsbankens avdelningskontor. Han var innehavare av arméns skyttemedalj.